# Lista siturilor arheologice din județul Maramureș - L
Lista siturilor arheologice din județul Maramureș - L conține toate siturile arheologice din județul Maramureș înscrise în Repertoriul Arheologic Național (RAN) și aflate în localități al căror nume începe cu litera L. RAN este administrat de Ministerul Culturii și Patrimoniului Național și cuprinde date științifice, cartografice, topografice, imagini și planuri, precum și orice alte informații privitoare la zonele cu potențial arheologic, studiate sau nu, încă existente sau dispărute.
Puteți căuta un sit din localitățile care încep cu litera L folosind formularul de mai jos sau puteți naviga prin toate siturile din județ la Lista siturilor arheologice din județul Maramureș.
| Cod RAN                                   | Denumire | Localitate                  | Adresă          | Datare               | Descoperit                           | Coordonate                                    | Imagine           | Erori            |
| ----------------------------------------- | --- | --------------------------- | --------------- | -------------------- | ------------------------------------ | --------------------------------------------- | ----------------- | ---------------- |
| 106434.01.01 (Cod LMI: MM-I-m-B-04391.02) | Situl arheologic de la Lăpușel - "Ciurgău" / ansamblu anonim (Categorie: locuire civilă) (Tip: Așezare)                                  | sat Lăpușel, comuna Recea   | Ciurgău         | Suciu de Sus         |                                      | 47°38′00″N 23°35′00″E / 47.63334°N 23.58333°E | Încărcați imagine | Raportați eroare |
| 106434.01.02 (Cod LMI: MM-I-s-B-04391)    | Situl arheologic de la Lăpușel - "Ciurgău" / ansamblu anonim (Categorie: locuire civilă) (Tip: Așezare)                                  | sat Lăpușel, comuna Recea   | Ciurgău         | sec. VII             |                                      | 47°38′00″N 23°35′00″E / 47.63334°N 23.58333°E | Încărcați imagine | Raportați eroare |
| 106434.01.03 (Cod LMI: MM-I-s-B-04391)    | Situl arheologic de la Lăpușel - "Ciurgău" / ansamblu anonim (Categorie: locuire civilă) (Tip: Așezare)                                  | sat Lăpușel, comuna Recea   | Ciurgău         | sec. II-III          |                                      | 47°38′00″N 23°35′00″E / 47.63334°N 23.58333°E | Încărcați imagine | Raportați eroare |
| 106434.01.04 (Cod LMI: MM-I-s-B-04391)    | Situl arheologic de la Lăpușel - "Ciurgău" / ansamblu anonim (Categorie: locuire civilă) (Tip: Așezare)                                  | sat Lăpușel, comuna Recea   | Ciurgău         | sec. VII - VIII      |                                      | 47°38′00″N 23°35′00″E / 47.63334°N 23.58333°E | Încărcați imagine | Raportați eroare |
| 106434.01.05 (Cod LMI: MM-I-m-B-04391.01) | Situl arheologic de la Lăpușel - "Ciurgău" / ansamblu anonim (Categorie: locuire civilă) (Tip: Așezare)                                  | sat Lăpușel, comuna Recea   | Ciurgău         | sec.VIII-IX          |                                      | 47°38′00″N 23°35′00″E / 47.63334°N 23.58333°E | Încărcați imagine | Raportați eroare |
| 106434.03.01 (Cod LMI: MM-I-m-B-04392.02) | Așezarea din epoca bronzului de la Lăpușel - "Mociar II " / ansamblu anonim (Categorie: locuire civilă) (Tip: Așezare)                   | sat Lăpușel, comuna Recea   | Mociar II       | Suciu de Sus - I, II |                                      | 47°38′00″N 23°35′00″E / 47.63334°N 23.58333°E | Încărcați imagine | Raportați eroare |
| 108231.01.01 (Cod LMI: MM-I-s-A-04389)    | Necropola Suciu de Sus de la Lăpuș - "Podanc" / ansamblu anonim (Categorie: descoperire funerară) (Tip: Necropolă tumulară)              | sat Lăpuș, comuna Lăpuș     | Podanc          | Suciu de Sus         | 1890                                 | 47°29′00″N 24°01′00″E / 47.48333°N 24.01667°E | Încărcați imagine | Raportați eroare |
| 108231.01.02 (Cod LMI: MM-I-s-A-04389)    | Necropola Suciu de Sus de la Lăpuș - "Podanc" / ansamblu anonim (Categorie: descoperire funerară) (Tip: Locuire)                         | sat Lăpuș, comuna Lăpuș     | Podanc          |                      | 1890                                 | 47°29′00″N 24°01′00″E / 47.48333°N 24.01667°E | Încărcați imagine | Raportați eroare |
| 108231.02.01 (Cod LMI: MM-I-s-A-04390)    | Necropola Suciu de Sus de la Lăpuș - "Gruiul Târgului" / ansamblu anonim (Categorie: descoperire funerară) (Tip: Necropolă)              | sat Lăpuș, comuna Lăpuș     | Gruiul Târgului | Suciu de Sus         |                                      |                                               | Încărcați imagine | Raportați eroare |
| 107957.01.01 (Cod LMI: MM-I-s-B-04393)    | Așezarea Lăpuș de la Libotin - "Dâmbul Crucii I " / ansamblu anonim (Categorie: locuire civilă) (Tip: Așezare)                           | sat Libotin, comuna Cupșeni | Dâmbul Crucii I | Lăpuș                | 1973                                 |                                               | Încărcați imagine | Raportați eroare |
| 107957.01.02 (Cod LMI: MM-I-s-B-04393)    | Așezarea Lăpuș de la Libotin - "Dâmbul Crucii I " / ansamblu anonim (Categorie: locuire civilă) (Tip: Necropolă)                         | sat Libotin, comuna Cupșeni | Dâmbul Crucii I | Lăpuș                | 1973                                 |                                               | Încărcați imagine | Raportați eroare |
| 107957.03.01 (Cod LMI: MM-I-s-B-04394)    | Așezarea Suciu de Sus de la Libotin - "Podoroiul Mare" / ansamblu anonim (Categorie: locuire civilă) (Tip: Așezare)                      | sat Libotin, comuna Cupșeni | Podoroiul Mare  | Suciu de Sus         |                                      |                                               | Încărcați imagine | Raportați eroare |
| 107957.02.01                              | Așezarea Suciu de Sus de la Libotin - Dâmbu Crucii II / ansamblu anonim (Categorie: locuire) (Tip: Așezare)                              | sat Libotin, comuna Cupșeni | Dâmbu Crucii II | Suciu de Sus         |                                      |                                               | Încărcați imagine | Raportați eroare |
| 108231.04.01                              | Așezarea Lăpuș de la Lăpuș - Cioncaș / ansamblu anonim (Categorie: locuire) (Tip: Așezare)                                               | sat Lăpuș, comuna Lăpuș     | Cioncaș         | Lăpuș                | M. Roska 1942                        |                                               | Încărcați imagine | Raportați eroare |
| 108231.05.01                              | Așezarea Lăpuș de la Lăpuș - Sub Cioncaș / ansamblu anonim (Categorie: locuire) (Tip: Așezare)                                           | sat Lăpuș, comuna Lăpuș     | Sub Cioncaș     | Lăpuș                |                                      |                                               | Încărcați imagine | Raportați eroare |
| 108231.06.01                              | Așezarea Lăpuș de la Lăpuș - Podul Hotarului / ansamblu anonim (Categorie: locuire) (Tip: Așezare)                                       | sat Lăpuș, comuna Lăpuș     | Podul Hotarului | Lăpuș                |                                      |                                               | Încărcați imagine | Raportați eroare |
| 108231.07.01                              | Situl arheologic de la Lăpuș - La Arini / ansamblu anonim (Categorie: locuire) (Tip: Așezare)                                            | sat Lăpuș, comuna Lăpuș     | La Arini        | Lăpuș                |                                      |                                               | Încărcați imagine | Raportați eroare |
| 108231.07.02                              | Situl arheologic de la Lăpuș - La Arini / ansamblu anonim (Categorie: locuire) (Tip: Așezare)                                            | sat Lăpuș, comuna Lăpuș     | La Arini        |                      |                                      |                                               | Încărcați imagine | Raportați eroare |
| 108231.08.01                              | Așezarea Lăpuș de la Lăpuș - Răstoci / ansamblu anonim (Categorie: locuire) (Tip: Așezare)                                               | sat Lăpuș, comuna Lăpuș     | Răstoci         | Lăpuș                | Carol Kacso 1995                     |                                               | Încărcați imagine | Raportați eroare |
| 108231.09.01                              | Așezarea Lăpuș de la Lăpuș - Tuliceasca / ansamblu anonim (Categorie: locuire) (Tip: Așezare)                                            | sat Lăpuș, comuna Lăpuș     | Tuliceasca      | Lăpuș                |                                      |                                               | Încărcați imagine | Raportați eroare |
| 108231.10.01                              | Așezarea Lăpuș de la Lăpuș - Valea Cerțiului / ansamblu anonim (Categorie: locuire) (Tip: Așezare)                                       | sat Lăpuș, comuna Lăpuș     | Valea Cerțiului | Lăpuș                | C. Kacso, G. Moldovan și D. Pop 1996 |                                               | Încărcați imagine | Raportați eroare |
| 108231.11.01                              | Așezarea Lăpuș de la Lăpuș - Sub Mlacă / ansamblu anonim (Categorie: locuire) (Tip: Așezare)                                             | sat Lăpuș, comuna Lăpuș     | Sub Mlacă       | Lăpuș                | 1996                                 |                                               | Încărcați imagine | Raportați eroare |
| 108231.12.01                              | Așezarea Lăpuș de la Lăpuș - Dumbrăvița / ansamblu anonim (Categorie: locuire) (Tip: Așezare)                                            | sat Lăpuș, comuna Lăpuș     | Dumbrăvița      | Lăpuș                | Carol Kacso 1998                     |                                               | Încărcați imagine | Raportați eroare |
| 108231.13.01                              | Așezarea Lăpuș de la Lăpuș - Tinoasa / ansamblu anonim (Categorie: locuire) (Tip: Așezare)                                               | sat Lăpuș, comuna Lăpuș     | Tinoasa         | Lăpuș                |                                      |                                               | Încărcați imagine | Raportați eroare |
| 108231.14.01                              | Așezarea Lăpuș de la Lăpuș - Cioncaș II / ansamblu anonim (Categorie: locuire) (Tip: Așezare)                                            | sat Lăpuș, comuna Lăpuș     | Cioncaș II      | Lăpuș                |                                      |                                               | Încărcați imagine | Raportați eroare |
| 108231.15.01                              | Movilele de epocă necunoscută de la Lăpuș - Vârful feții / ansamblu anonim (Categorie: descoperire funerară) (Tip: Movilă)               | sat Lăpuș, comuna Lăpuș     | Vârful feții    |                      |                                      |                                               | Încărcați imagine | Raportați eroare |
| 108231.16.01                              | Fortificația de epocă necunoscută de la Lăpuș - Pe Poieni / ansamblu anonim (Categorie: fortificație) (Tip: Val de pământ)               | sat Lăpuș, comuna Lăpuș     | Pe Poieni       |                      |                                      |                                               | Încărcați imagine | Raportați eroare |
| 108231.17.01                              | Atelierul de prelucrat fier din epoca modernă de la Lăpuș - Podoroi / ansamblu anonim (Categorie: construcție) (Tip: topitorie de fier)  | sat Lăpuș, comuna Lăpuș     | Podoroi         | sec. XIX             |                                      |                                               | Încărcați imagine | Raportați eroare |
| 108231.17.02                              | Atelierul de prelucrat fier din epoca modernă de la Lăpuș - Podoroi / ansamblu anonim (Categorie: construcție) (Tip: turnătorie de fier) | sat Lăpuș, comuna Lăpuș     | Podoroi         | sec. XIX             |                                      |                                               | Încărcați imagine | Raportați eroare |
| 108231.18.01                              | Movila de epocă necunoscută de la Lăpuș - La piuă / ansamblu anonim (Categorie: descoperire funerară) (Tip: Movilă)                      | sat Lăpuș, comuna Lăpuș     | La piuă         |                      |                                      |                                               | Încărcați imagine | Raportați eroare |
| 106434.02.01                              | Situl arheologic de la Lăpușel - Tedeș / ansamblu anonim (Categorie: locuire) (Tip: Așezare)                                             | sat Lăpușel, comuna Recea   | Tedeș           | Suciu de Sus         | I. Stanciu 21.04.1992                |                                               | Încărcați imagine | Raportați eroare |
| 106434.02.02                              | Situl arheologic de la Lăpușel - Tedeș / ansamblu anonim (Categorie: locuire) (Tip: Așezare)                                             | sat Lăpușel, comuna Recea   | Tedeș           |                      | I. Stanciu 21.04.1992                |                                               | Încărcați imagine | Raportați eroare |
| 106434.02.03                              | Situl arheologic de la Lăpușel - Tedeș / ansamblu anonim (Categorie: locuire) (Tip: Așezare)                                             | sat Lăpușel, comuna Recea   | Tedeș           |                      | I. Stanciu 21.04.1992                |                                               | Încărcați imagine | Raportați eroare |
| 106434.04.01                              | Așezarea medievală de la Lăpușel - Mociar I / ansamblu anonim (Categorie: locuire) (Tip: Așezare)                                        | sat Lăpușel, comuna Recea   | Mociar I        | sec. VII- IX         |                                      |                                               | Încărcați imagine | Raportați eroare |
| 106434.05.01                              | Așezarea Suciu de Sus de la Lăpușel - Hodiștău / ansamblu anonim (Categorie: locuire) (Tip: Așezare)                                     | sat Lăpușel, comuna Recea   | Hodiștău        | Suciu de Sus         | I. Stanciu 26.03.1992                |                                               | Încărcați imagine | Raportați eroare |